# Новый Сад (Крым)
Но́вый Сад (укр. Новий Сад, крымскотат. Novıy Sad, Новый Сад) — село в Симферопольском районе Крыма, входит в состав Гвардейского сельского поселения (согласно административно-территориальному делению Украины — Гвардейского поселкового совета Автономной Республики Крым). В селе действует детский сад «Ласточка».

## Население
| 2001 | 2014 |
| ---- | ---- |
| 496  | ↘386 |

Всеукраинская перепись 2001 года показала следующее распределение по носителям языка
| Язык       | Процент |
| ---------- | ------- |
| русский    | 94,56   |
| украинский | 5,24    |

## Современное состояние
В селе, на 2016 год, 3 улицы и «Цветочный квартал», площадь, занимаемая селом, по данным сельсовета на 2009 год, 68 гектаров, на которых в 176 дворах, числилоь 495 жителей. При селе действует степное отделение Никитского ботанического сада, с 1966 года работает сортоиспытательная станция (цветочно-декоративный госсортоучасток) в «зоне предгорной карбонатно-чернозёмной степи».

## География
Село расположено на северо-западе района, примерно в 29 километрах (по шоссе) от Симферополя, на автодороге 35К-001 Красноперекопск — Симферополь (по украинской классификации Н-05 Красноперекопск — Симферополь), в 2,5 км к западу от трассы Москва—Симферополь.
Ближайшая железнодорожная станция Остряково — около 4,5 км и платформа 3 км (на линии Остряково — Евпатория) — в 2 км. Соседние сёла: Красная Зорька и Гвардейское.

## История
Новый Сад — одно из самых молодых сёл района: официальный статус села получен 9 июня 2000 года. С 21 марта 2014 года — в составе Республики Крым России.